# Gifhorn
Gifhorn, város és önálló község Németországban, Alsó-Szászország keleti részén, mintegy 41.000 lakossal.

## Fekvése
A város Hannover, Braunschweig és Wolfsburg között, Braunschweigtől mintegy 20 kilométerre északra, a  Braunschweig-Nord autópálya csomópontnál (A2 / A391), és Wolfsburgtól mintegy 15 kilométerrel nyugatra, az Aller és az Ise folyók találkozásánál, a Lüneburger Heide déli részén fekvő település.

## Története

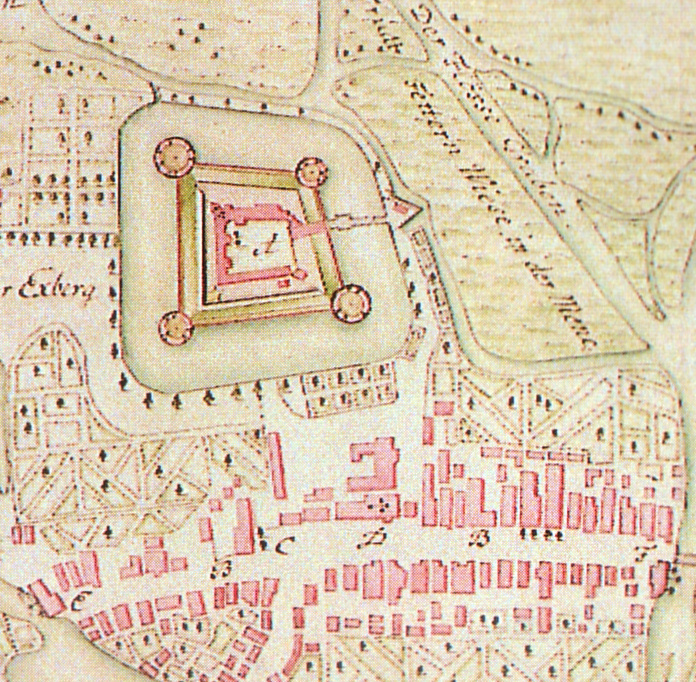
Gifhorn térképe a 18. századból

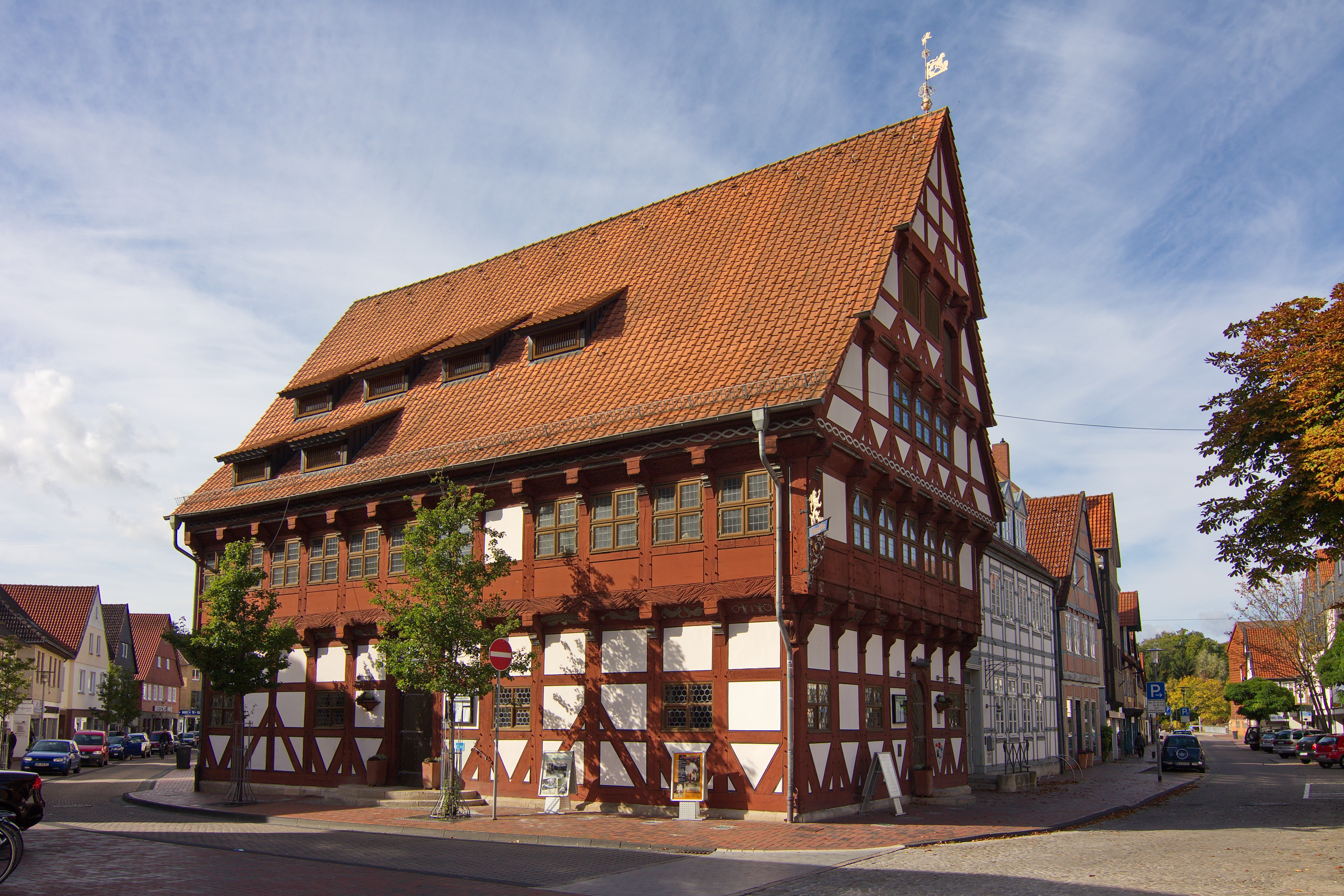
Városháza

Gifhorn városát 1196-ban a braunschweigi Alapítvány Szent Cyriacus árulistáján említették először, de sokkal régebbi keletkezésű, azt az itt előkerült 896-ból származó leletek is bizonyítják. Eredetileg Gifhorn egy nagy mocsaras területre épült kis település volt a két folyó (Aller és Ise) kereszteződésénél.
A városka a 14. században indult virágzásnak, elsősorban a településen áthaladó nagy forgalmú kereskedelmi utaknak köszönhetően.
A Hanza-időszakban kézműves műhelyek alakultak: a már kialakult gazdálkodó közösségek; molnárok, pékek, halászok, hentesek, cipészek, szabók és kovácsok, kádárok, fazekasok, tímárok, szíjgyártók, kalapos és sörfőzők stb voltak. A gazdasági fellendülést 1275-ben a piaci jog odaítélése jelentette.
1332-ben már mint „oppidum” (erődített település) volt említve, 1364-ben pedig már városi jogait is említették.
A harmincéves, és hétéves háború, a napóleoni hadjáratok, ezen kívül a sorozatos tűzvészek pusztításai nagy károkat okoztak a településen, ennek következtében sok ház nem is épült újjá ugyanazon a helyszínen.

## Gazdaság
Gifhorn iparosítása a környező földeken a nagyszabású  tőzegkitermeléssel kezdődött. A nyersanyag feldolgozást a Torfpressfabrik és eredetileg egy mechanikus gyapjú malom, két cukorgyár és egy téglagyár végezte, de ez nem volt hosszú életű.
1873-ban egy üveggyár és 1890-ben egy konzervgyár, 1960-ig és 1973-ban foglalkozott termeléssel.  1890-ben fejeződött be a vasútépítés.

## Nevezetességek
- Várkastély - A 16. századból maradt fenn, amely 1539-1559 között Franz von Braunschweig-Luneburg herceg rezidenciájául szolgált. A várkastélyban helytörténeti múzeum található.
- St. Nicolai templom - 1734-1744-ben épült. A barokk stílusú épület a Cavalier House és a régi városháza közvetlen közelében található.
- Favázas lakóépületek a Hauptstrassen
- Heid-tó (Heidsee) - a város közelében fekszik.

## Galéria

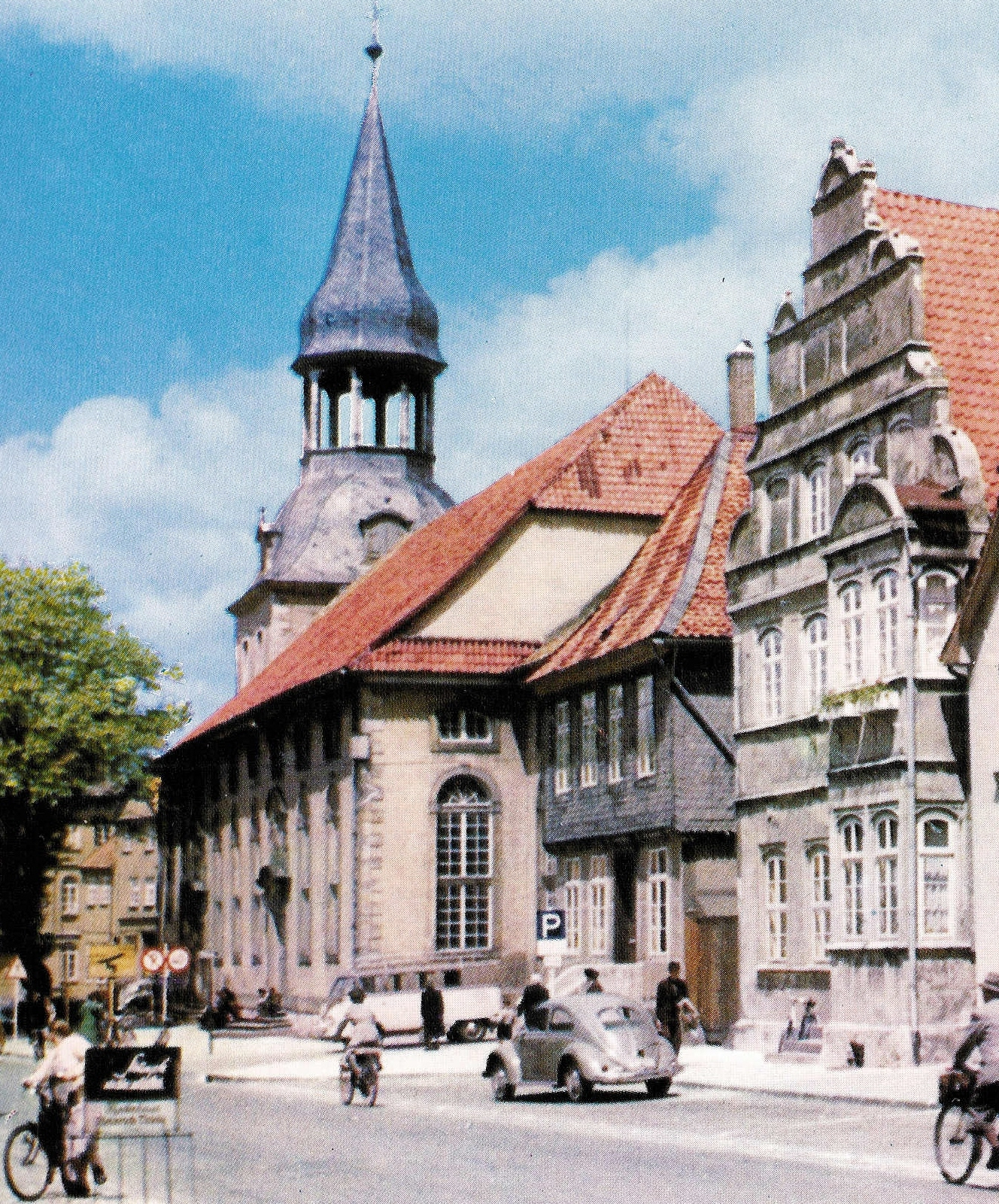
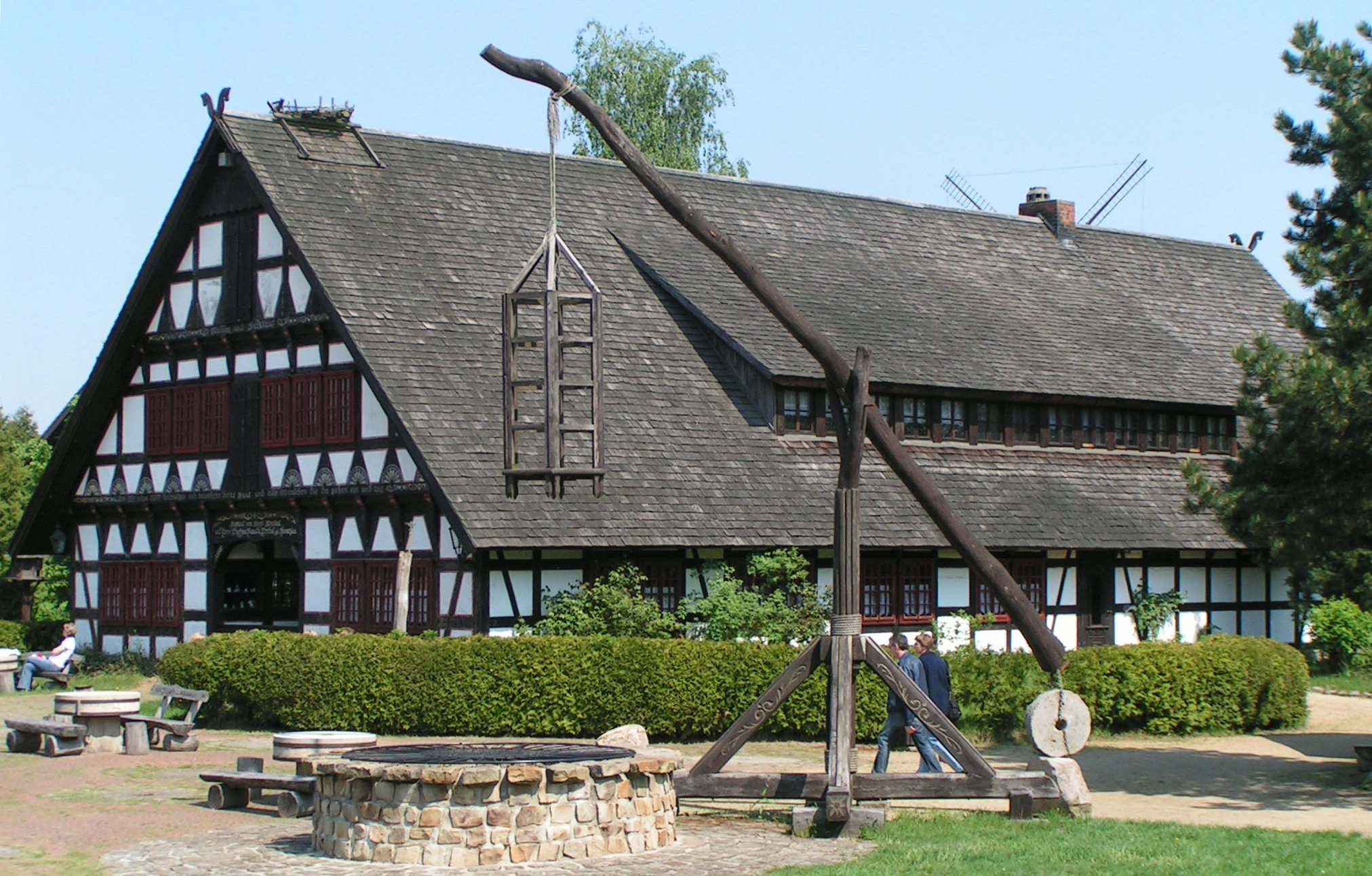
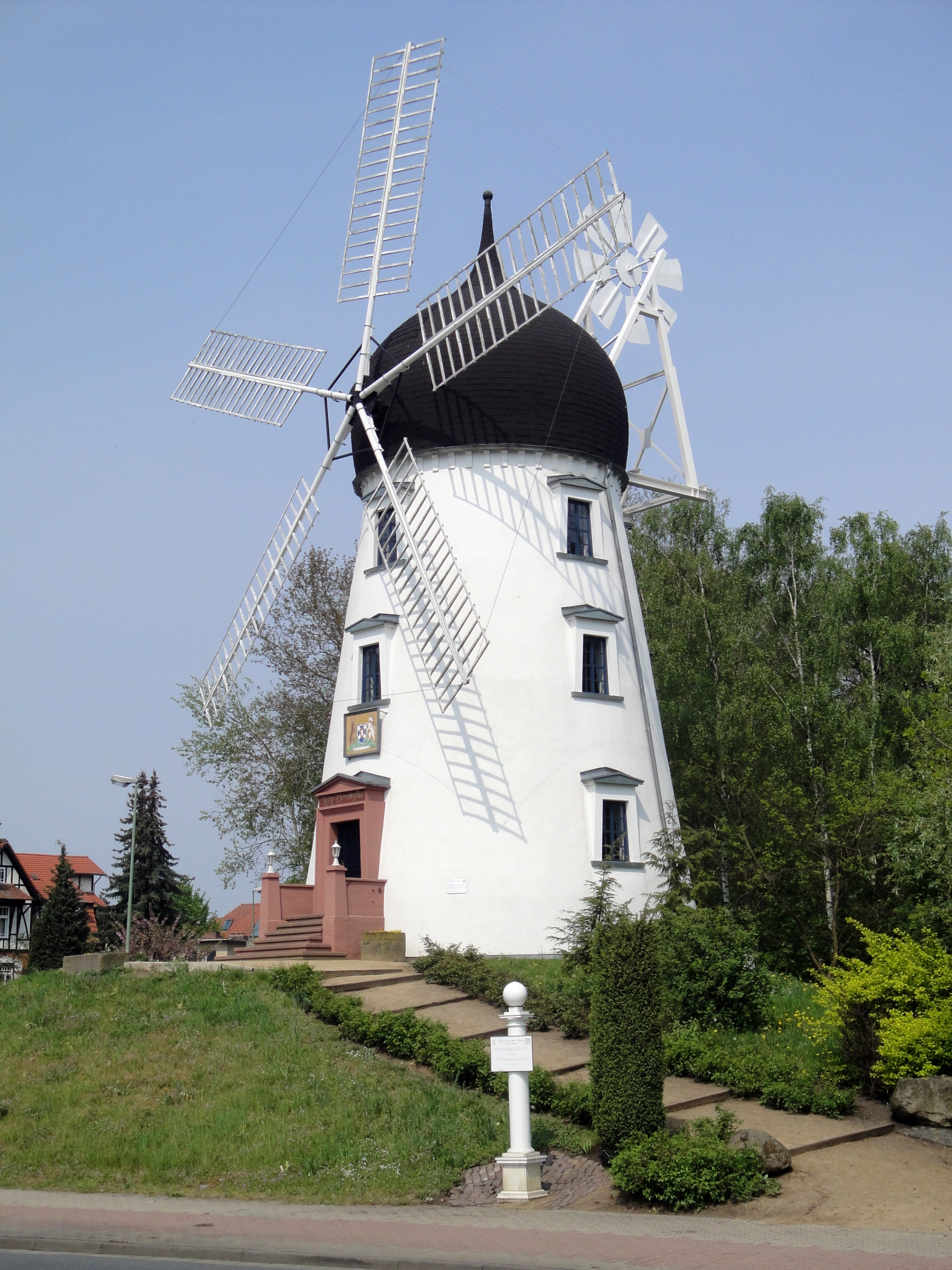
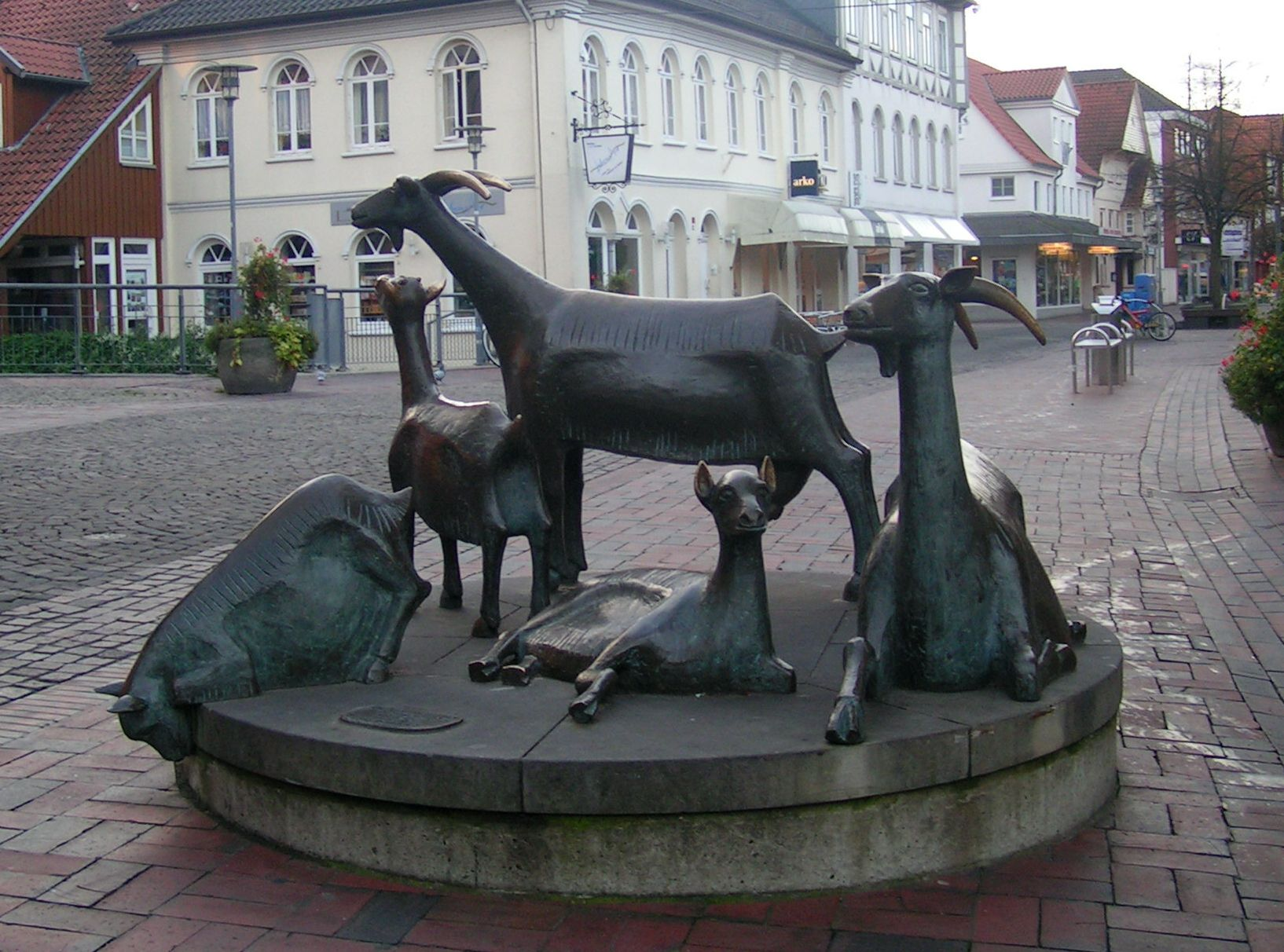
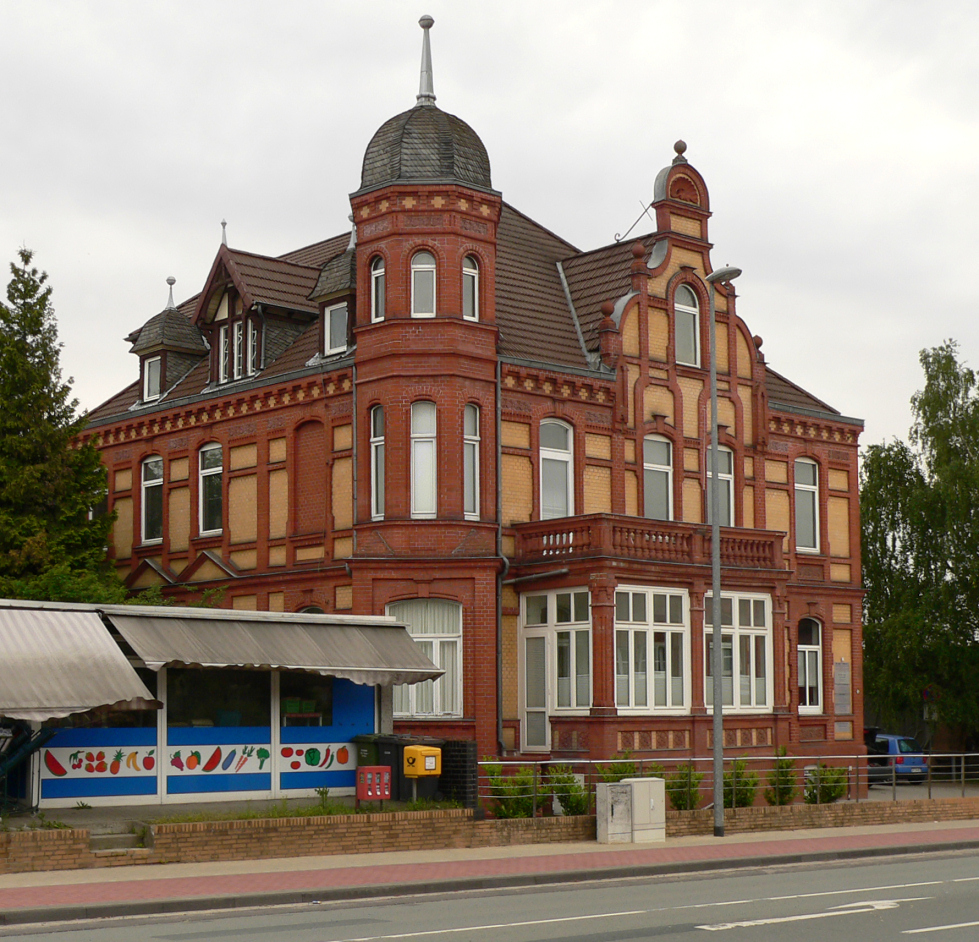